# 1955年1月8日月食
1955年1月8日月食为一次在协调世界时1955年1月8日出現的半影月食。該次月食半影食分為0.881、全影食分為-0.137。

## 概述
這次月食的食分是7.24。

## 基本參數
- 類型：半影月食
- 食甚資料：
  - 日期：1955年1月8日
  - 時間：12:33
  - 月球位置：赤經7.24度、赤緯21.2度
  - 食分：半影食分：0.881、全影食分：-0.137

## 外部連結
- NASA月食專頁（页面存档备份，存于）（英文）